# Aronia
Aronia là một chi thực vật có hoa trong họ Hoa hồng.

## Hình ảnh

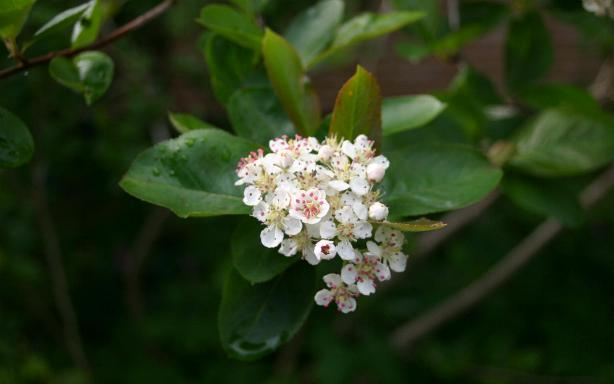
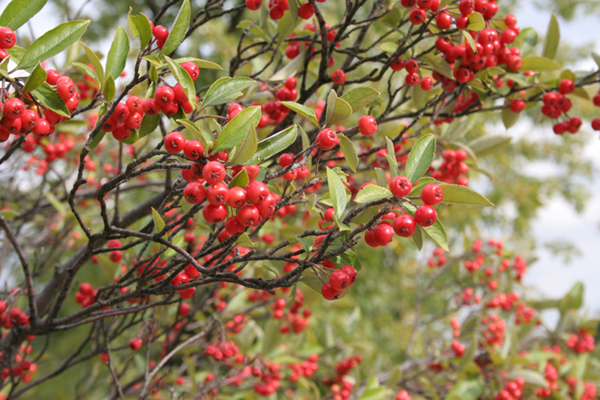
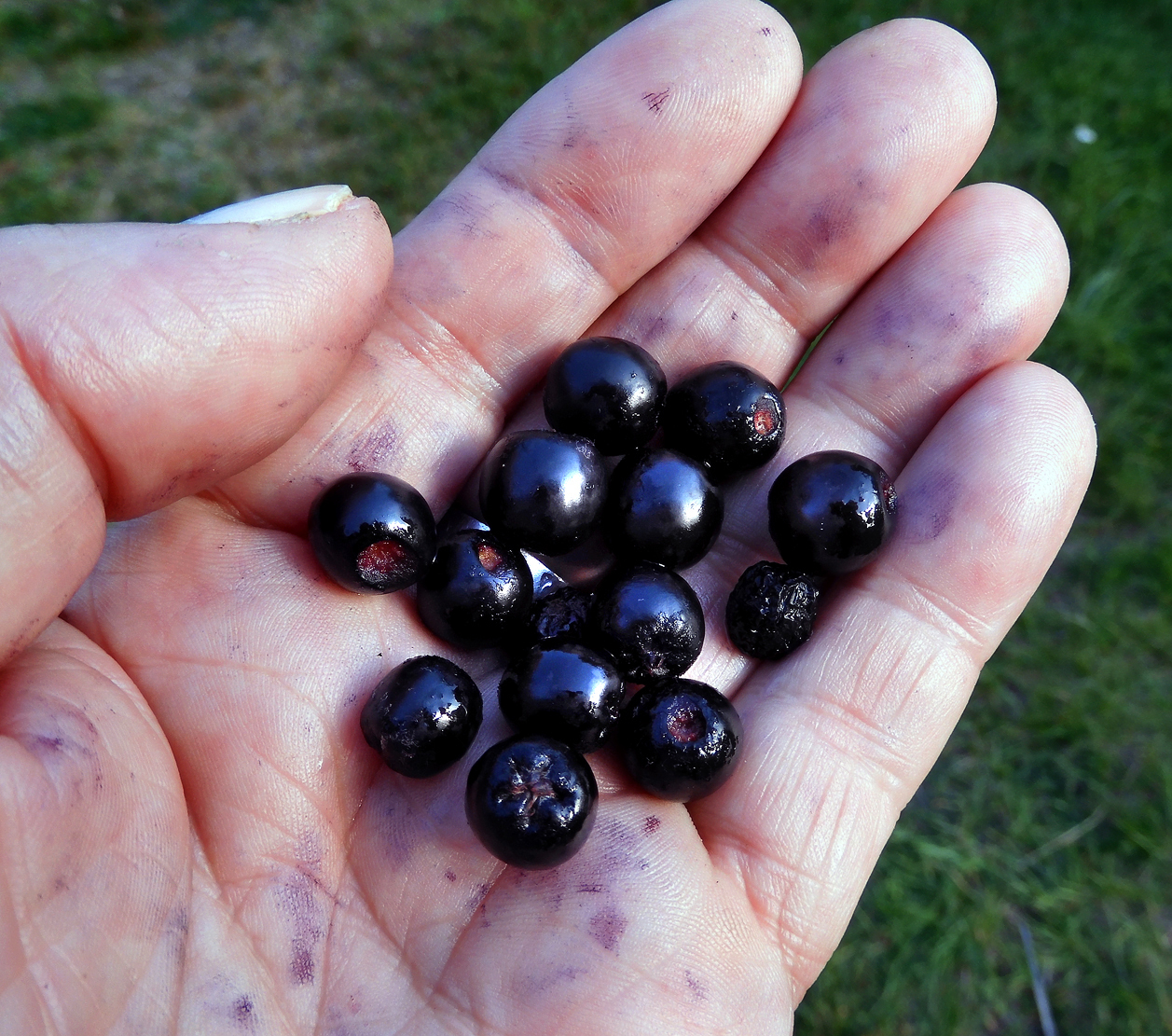
Aronia.